# Coptocercus pretiosus
Coptocercus pretiosus är en skalbaggsart som beskrevs av Wang 1995. Coptocercus pretiosus ingår i släktet Coptocercus och familjen långhorningar. Inga underarter finns listade i Catalogue of Life.